# Битва при Ладокиях
Битва при Ладокиях (227 г. до н. э.) — сражение между войсками Спарты и Ахейского союза во время Клеоменовой войны.

## Предыстория
В 229 г. до н. э. началась Клеоменова война между Спартой и Ахейским союзом. Боевые действия шли с переменным успехом, когда в 227 г. до н. э. спартанцы под командованием своего царя Клеомена III выступили в поход против Мегалополя и заняли принадлежавший ему городок Левктры. Ахейцы во главе с Аратом быстро двинулись на выручку Мегалополю.

## Ход сражения
Войска противников встретились у самых стен Мегалополя в местечке Ладокии. Несмотря на то, что Клеомен бросал Арату вызов за вызовом, ахейский стратег ввиду численного превосходства спартанцев не только уклонялся от битвы, но и не позволял мегалопольцам напасть на врага.
Во время очередной вылазки легковооружённые отряды ахейцев оттеснили спартанцев до самого лагеря и даже рассыпались между их палаток, но и теперь Арат не повёл основное войско вперёд, а занял крепкую позицию у какого-то рва на полпути и запретил тяжеловооружённым переходить его.
Лидиад, происходивший из Мегалополя и три раза занимавший должность стратега, а в этом сражении командовавший конницей, был крайне возмущён нерешительностью стратега, осыпал его оскорблениями, начал собирать вокруг себя всадников с призывом поддержать преследующих неприятеля, не упускать победы и не покидать его, Лидиада, сражающегося и защищающего отечество. Собрав около себя сильный отряд, Лидиад ударил на правое крыло спартанского войска и обратил врага в бегство. Однако преследование спартанцев завело его в неровное место, засаженное виноградниками и изрезанное рвами, где преимущество ахейской конницы сошло на нет. Заметив это, Клеомен немедленно послал туда отряды тарентинцев и критян. Лидиад, несмотря на отчаянное сопротивление, был убит. Спартанцы после этого успеха воспрянули духом, ударили на ахейцев и обратили в бегство всё их войско.

## Последствия битвы
Ахейцы потерпели крупное поражение и понесли тяжёлые потери. В сражении пал видный ахейский военачальник Лидиад. Если до этой битвы ахейцы мало уступали спартанцам, то теперь преимущество во многом перешло к Клеомену. Арат был обвинён в предательстве своего политического противника и, несмотря на свою небольшую победу над спартанцами под Орхоменом, в следующем году отказался избираться на должность стратега, которым стал Тимоксен.
Клеомен, благодаря своей победе сильно поднявший свой авторитет среди спартанцев, уверился в своей силе и счёл возможным начать свои реформы в Спарте.